# 月斑鳴姬蛛
月斑鳴姬蛛（学名：Steatoda cavernicola）为姬蛛科鳴姬蛛屬下的一个种。